# Tournoi masculin de hockey sur gazon aux Jeux africains de 2023
Navigation
Abuja 2003 Le Caire 2027
Le tournoi masculin de hockey sur gazon aux Jeux africains de 2023 se tient à Accra, au Ghana, du 17 au 22 mars 2024 au Theodosia Okoh Hockey Stadium,, c'est la 6e édition de cet événement.
Les épreuves de hockey sur gazon devaient se tenir en août 2023, mais elles ont été reportées du 15 au 22 mars 2024 en raisons des désagréments de droits de marché et des retards dans les enseignes.
L'Égypte, vainqueur de l'édition 2003, remettra son titre en jeu pour la 2e fois.

## Calendrier de la compétition
En phase de groupes, les matchs se jouent sur un unique et même terrain.
| 17 | 18 | 19 | 20 | 21 | 22 |
| -- | -- | -- | -- | -- | -- |
| P  | P  |    | P  |    | P  |

|  | Jour de compétition |

## Format de la compétition
Les cinq équipes qualifiées sont réparties en un groupe unique de cinq équipes. Au sein de la poule, toutes les équipes se rencontrent. Trois points sont attribués pour une victoire, un pour un match nul, et aucun pour une défaite.

## Équipes qualifiées
Les 2 premières équipes de la zone Afrique du Classement mondial de la FIH sont directement qualifiées tandis que toutes les autres équipes sont qualifiées via les qualifications en trois zones différentes,.
| Événement                                | Dates                      | Lieu   | Quotas | Qualifiés     |
| ---------------------------------------- | -------------------------- | ------ | ------ | ------------- |
| Classement mondial FIH                   | NC                         | NC     | 1      | Égypte        |
| Qualification zone Afrique du Nord-Est   | 6 juin 2022                | Annulé | 1      | Kenya         |
| Qualification zone Afrique du Nord-Ouest | Annulé                     | Abuja  | 2      | Ghana Nigeria |
| Qualification zone Afrique Sud-Centrale  | 31 août - 4 septembre 2022 | Harare | 0      | [ ZM-ZW 1 ]   |
| Total                                    | Total                      | Total  | 4      |               |

1. ↑  L'Afrique du Sud initialement qualifiée renonce finalement à la compétition[7]

1. ↑  L'Ouganda initialement qualifié renonce finalement à la compétition

1. ↑  La Zambie et le Zimbabwe initialement qualifiés renoncent finalement à la compétition

## Critères
En cas d'égalité de points de plusieurs équipes à l'issue des matchs de poule, les critères suivants sont appliqués dans l'ordre indiqué pour établir leur classement:
1. Points de chaque équipe,
2. Matchs gagnés,
3. Différence de buts,
4. Buts pour,
5. Plus grand nombre de points obtenus dans les matchs de poule disputés entre les équipes concernées,
6. Buts marqués en plein jeu.

## Premier tour
Légende :
- Finale
- Match pour la 3e place

| Rang | Équipe   | Pts | J | G | N | P | Bp | Bc | Diff |
| ---- | -------- | --- | - | - | - | - | -- | -- | ---- |
| 1    | Égypte T | 9   | 3 | 3 | 0 | 0 | 9  | 6  | +3   |
| 2    | Ghana H  | 6   | 3 | 2 | 0 | 1 | 4  | 2  | +2   |
| 3    | Nigeria  | 3   | 3 | 1 | 0 | 2 | 6  | 7  | -1   |
| 4    | Kenya    | 0   | 3 | 0 | 0 | 3 | 4  | 8  | -4   |

| 17 mars 2024 | Ghana   | 1 - 0 | Nigeria |
| 17 mars 2024 | Kenya   | 2 - 3 | Égypte  |
| 18 mars 2024 | Égypte  | 5 - 4 | Nigeria |
| 18 mars 2024 | Kenya   | 1 - 3 | Ghana   |
| 20 mars 2024 | Nigeria | 2 - 1 | Kenya   |
| 20 mars 2024 | Ghana   | 0 - 1 | Égypte  |

## Tour pour les médailles

### Tableaux
|  | Finale       |        |          |          |  |  |  |  |  |  |
|  |              |        |          |          |  |  |  |  |  |  |
|  | 22 mars 2024 |        |          |          |  |  |  |  |  |  |
|  | Égypte       | Égypte | 2 (3)tab | 2 (3)tab |  |  |  |  |  |  |
|  | Égypte       | Égypte | 2 (3)tab | 2 (3)tab |  |  |  |  |  |  |
|  | Ghana        | Ghana  | 2 (1)    | 2 (1)    |  |  |  |  |  |  |
|  | Ghana        | Ghana  | 2 (1)    | 2 (1)    |  |  |  |  |  |  |

|  | Troisième place |         |   |   |  |  |  |  |  |  |
|  |                 |         |   |   |  |  |  |  |  |  |
|  | 22 mars 2024    |         |   |   |  |  |  |  |  |  |
|  | Nigeria         | Nigeria | 2 | 2 |  |  |  |  |  |  |
|  | Nigeria         | Nigeria | 2 | 2 |  |  |  |  |  |  |
|  | Kenya           | Kenya   | 1 | 1 |  |  |  |  |  |  |
|  | Kenya           | Kenya   | 1 | 1 |  |  |  |  |  |  |

### Match pour la médaille de bronze
| Match 7            | Nigeria                            | 2 - 1   | Kenya       |                                            |                                            |
| 22 mars 2024 14h00 | Samaila 33e · P. John 43e          | (0 - 0) | 53e Kariuki | Arbitrage : Nortey Ebenezer Mohamed Hassan | Arbitrage : Nortey Ebenezer Mohamed Hassan |
| 22 mars 2024 14h00 | Rapport (FIH) Rapport (Accra 2023) |         |             | Arbitrage : Nortey Ebenezer Mohamed Hassan | Arbitrage : Nortey Ebenezer Mohamed Hassan |

### Match pour la médaille d'or
| Match 8            | Ghana                                        | 2 - 2             | Égypte                                          |                                      |                                      |
| 22 mars 2024 16h00 | Ntiamoah 44e · Tettey 57e                    | (0 - 2)           | 15e Elganaini · 26e M. Adel                     | Arbitrage : Deepak Joshi Simon Awasa | Arbitrage : Deepak Joshi Simon Awasa |
| 22 mars 2024 16h00 | Rapport (FIH) Rapport (Accra 2023)           |                   |                                                 | Arbitrage : Deepak Joshi Simon Awasa | Arbitrage : Deepak Joshi Simon Awasa |
| 22 mars 2024 16h00 | Kwofie · Agbeli · Ntiamoah · Ankomah · Adjei | Tirs au but 1 - 3 | H. Ragab · Mansour · Elganaini · Z. Adel · Said | Arbitrage : Deepak Joshi Simon Awasa | Arbitrage : Deepak Joshi Simon Awasa |

## Classement final
| Rang                        | Équipe   | J | V | N | D | BP | BC | Diff | Pts | Classement mondial FIH | Classement mondial FIH | Classement mondial FIH |
| Rang                        | Équipe   | J | V | N | D | BP | BC | Diff | Pts | Avant                  | Après                  | +/-                    |
| --------------------------- | -------- | - | - | - | - | -- | -- | ---- | --- | ---------------------- | ---------------------- | ---------------------- |
| Médaille d'or, Afrique      | Égypte T | 4 | 3 | 1 | 0 | 11 | 8  | +3   | 10  | 18                     | 17                     | +1                     |
| Médaille d'argent, Afrique  | Ghana H  | 4 | 2 | 1 | 1 | 6  | 4  | +2   | 7   | 35                     | 34                     | +1                     |
| Médaille de bronze, Afrique | Nigeria  | 4 | 2 | 0 | 2 | 8  | 8  | 0    | 6   | 37                     | 37                     | 0                      |
| 4                           | Kenya    | 4 | 0 | 0 | 4 | 5  | 10 | -5   | 0   | 56                     | 75                     | -19                    |

## Médaillés
| Épreuves         | Or | Argent | Bronze |
| ---------------- | --- | --- | --- |
| Tournoi masculin | Égypte- Ahmad Elnaggar - Ahmad Elganaini - Ahmed Mesallam - Amr Ahmed - Ashraf Gomaa - Hossameldin Abdalla - Hussein Aburady - Karim Atef - Mahmoud Aboutaleb - Mohamed Saber - Mohamed Elsayed - Mohamed Hemid - Mostafa Mansour - Mostafa Elyamani - Ziad Ibrahim | Ghana- Abdellah Addisson - Alfred Ntia - Benjamin Kweku Acquah - Benjamin Kwofie - Charles Abbiw - Derrick Fialor - Emmanuel Ankomah - Emmanuel Akaba - Ernest Opoku - Eugene Acheampong - Francis Lartey Tettey - Joshua Kwaku Pepperah - Luke Kofi - Malik Abdul - Mathew Damalie - Richard Adjei - Samuel Agbeli - Stephen Ofosu Asamoah | Nigeria- Benjamin Ibrahim - Joseph Christopher - Dennis Solomon - Endurance Nzete - Godwin Sunday - Haruna Yohanna - Ibrahim Elkana - Isaac Patrick - James Samaila - Joseph Adamu - Kelvin Linus - Victor Kish - Michael John - Muiz Bello - Mustapha Abdullahi - Olawale Ajiblia - Olawale Ajibua - Olayinka Jayeoba - Peter John |